# Sommer und Bolten: Gute Ärzte, keine Engel
Sommer und Bolten: Gute Ärzte, keine Engel ist eine von Sat.1 im Jahr 2001 ausgestrahlte Arztserie. Schauplatz ist ein Berliner Klinikum. Claudia Sommer und Jay Bolten, neu ins Ärzteteam gekommen, überwinden Anfangsschwierigkeiten und werden zu einem erfolgreichen Gespann.

## Handlung
Dr. Claudia Sommer und der New Yorker Chirurg Dr. Jay Bolten beginnen ihren neuen Dienst am Kreuzberger Krankenhaus in Berlin. Zunächst gibt es nicht viel Sympathie zwischen ihnen, obwohl sie erfolgreich zusammenarbeiten und so manches Leben retten. Im Verlauf der 13 Episoden kommen sie sich privat aber deutlich näher.

## Hintergrund
Die Serie wurde von Sat.1 als Nachfolgerin der Serie Fieber – Ärzte für das Leben produziert und lief donnerstags im Abendprogramm.

## Hauptdarsteller und Rollen
| Schauspieler         | Rolle              | Episoden |
| -------------------- | ------------------ | -------- |
| Maria Bachmann       | Dr. Claudia Sommer | 13       |
| Michael Greiling     | Dr Jay Bolten      | 13       |
| Luise Bähr           | Rosa Hamacher      | 4        |
| Esther Esche         | Dr. Gaby Kramer    | 3        |
| Felix von Manteuffel | Carl Sommer        | 3        |
| Christine Mayn       | Mariella Winkler   | 3        |
| Jany Tempel          | Pinar Ayfer        | 2        |
| Jens Neuhaus         | Ferdinand Konopka  | 2        |
| Matthias Dittmer     | Zimmermann         | 2        |
| Jürgen Mai           | Dr. Weirich        | 2        |

## Episoden
| Folge | Titel                          | Erstausstrahlung |
| ----- | ------------------------------ | ---------------- |
| 1     | Mutterliebe                    | 15. März 2001    |
| 2     | Bis dass der Tod euch scheidet | 22. März 2001    |
| 3     | Tödliche Verbindung            | 29. März 2001    |
| 4     | Der Verdacht                   | 5. April 2001    |
| 5     | Die letzte Chance              | 12. April 2001   |
| 6     | Gottesurteil                   | 19. April 2001   |
| 7     | Familiengeheimnisse            | 26. April 2001   |
| 8     | Überleben ist alles            | 3. Mai 2001      |
| 9     | Kugel im Kopf                  | 10. Mai 2001     |
| 10    | Der Anschlag                   | 17. Mai 2001     |
| 11    | Mut                            | 31. Mai 2001     |
| 12    | Späte Gerechtigkeit            | 7. Juni 2001     |
| 13    | Lebenslinien                   | 14. Juni 2001    |